# Regione di Cajamarca
Cajamarca è una regione del Perù di 1 341 012 abitanti, che ha come capoluogo Cajamarca.

## Geografia antropica

### Suddivisioni amministrative
La regione è suddivisa in 13 province e 127 distretti. Le province, con i relativi capoluoghi tra parentesi, sono:
- Cajabamba (Cajabamba)
- Cajamarca (Cajamarca)
- Celendín (Celendín)
- Chota (Chota)
- Contumazá (Contumazá)
- Cutervo (Cutervo)
- Hualgayoc (Bambamarca)
- Jaén (Jaén)
- San Ignacio (San Ignacio)
- San Marcos (San Marcos)
- San Miguel (San Miguel de Pallaques)
- San Pablo (San Pablo)
- Santa Cruz (Santa Cruz de Succhubamba)